# Coates, Lincolnshire
Coates är en by i civil parish Stow, i distriktet West Lindsey, i grevskapet Lincolnshire, i England. Byn är belägen 14 km från Lincoln. Coates var en civil parish fram till 1936 när blev den en del av Stow. Civil parish hade 30 invånare år 1931. Byn nämndes i Domedagsboken (Domesday Book) år 1086, och kallades då Cotes.